# Новые Бавлы
 Новые Бавлы  — деревня в Бавлинском районе Татарстана. Входит в состав Исергаповского сельского поселения.

## География
Находится в юго-восточной части Татарстана на расстоянии приблизительно 6 км по прямой на восток от районного центра города Бавлы у реки Ик.

## История
Основана в 1920-х годах.

## Население
Постоянных жителей было: в 1926—277, в 1938—223, в 1949—255, в 1958—245, в 1970—162, в 1979—121, в 1989 — 61, в 2002 − 66 (татары 98 %), 104 в 2010.